# توکل‌آباد (فهرج)
توکل‌آباد، روستایی در دهستان چاهدگال بخش نگین کویر شهرستان فهرج در استان کرمان ایران است.

## جمعیت
بر پایه سرشماری عمومی نفوس و مسکن در سال ۱۳۹۵، جمعیت این روستا برابر با ۱۹۹ نفر (۵۲ خانوار) بوده‌است.